# Michael Garza
Michael Garza (* 1. Februar 2001 in Plano, Texas) ist ein US-amerikanischer Schauspieler mexikanischer Herkunft in Film und Fernsehen.

## Leben und Karriere
Michael Garza zog von Dallas, Texas mit seinen Eltern nach Los Angeles, Kalifornien. Seine ältere Schwester Jessica Garza ist ebenfalls Schauspielerin.
Michael Garza begann seine Darstellerlaufbahn bereits 2014 mit einem kleinen Auftritt in der Rolle des Eddy in Francis Lawrences Science-Fiction-Drama Die Tribute von Panem – Mockingjay Teil 1 mit Jennifer Lawrence in der Hauptrolle, bevor er im Fernsehen 2016 in sieben Episoden der Serien Wayward Pines als Frank Armstrong mitwirkte. 2018 sah man ihn in jeweils einer Episode der Serien Timeless und Angie Tribeca. 2019 spielte er die männliche Hauptrolle des Ramon Morales in André Øvredals kanadischer Horrorfilmproduktion Scary Stories to Tell in the Dark. Eine Fortsetzung des Films befindet sich bereits in Planung.

## Filmografie (Auswahl)
Filme
- 2014: Die Tribute von Panem – Mockingjay Teil 1 (The Hunger Games: Mockingjay – Part 1)
- 2019: Scary Stories to Tell in the Dark
- 2023: Dogman

Fernsehserien
- 2016: Wayward Pines (7 Episoden)
- 2018: Timeless (1 Episode)
- 2018: Angie Tribeca (1 Episode)
- 2020: 9-1-1 (1 Episode)
- 2022: Hacks (Episoden)